# Famille Rostoptchine
La famille Rostoptchine (en russe : Ростопчины) est une famille de l'aristocratie russe. Elle serait issue, d'après les registres généalogiques anciens, d'un Tatar de Crimée, Davyd Rabtchak, dont le fils, Mikhaïl Rostoptcha, serait venu à Moscou vers 1432.

## Personnalités
- Fiodor Rostoptchine (1763-1826), général russe, ministre des Affaires étrangères (1799-1801), gouverneur général de Moscou (1812-1814), Grand Maréchal de la cour, Membre du Conseil d'État (1814-1823) ;
- Ekaterina Rostoptchina (1776-1859), née Protassova, dame de compagnie et femme de lettres ;
- Sophie Rostopchine, comtesse de Ségur (1799-1874), femme de lettres ;
- Evdokia Rostoptchina (1811-1858), née Souchkova, poétesse et traductrice russe.
- Andreï Rostoptchine, le frère de la comtesse de Ségur, participa à la création[1] de la race de cheval Orlov-Rostopchin